# پونتا دلگادا
پونتا دلگادا (به پرتغالی: Ponta Delgada) یک منطقهٔ مسکونی در پرتغال است که در آزور واقع شده‌است. پونتا دلگادا ۲۳۲٫۹۹ کیلومتر مربع مساحت و ۶۸٬۸۰۹ نفر جمعیت دارد و ۷۶۱ متر بالاتر از سطح دریا واقع شده‌است.

## خواهرخوانده
شهرهای فال ریور، ماساچوست و نیوپورت، رود آیلند خواهرخوانده‌های پونتا دلگادا هستند.